# Präfektur Casablanca
Casablanca (arabisch عمالة الدار البيضاء, DMG ʿAmālat ad-Dār al-Bayḍāʾ, Zentralatlas-Tamazight ⵜⴰⵎⵖⵓⵔⵜ ⵏ ⴰⵏⴼⴰ Tamɣurt n Anfa) ist eine Präfektur in Marokko. Sie ist 873 km² groß, gehört seit 2015 zur Region Casablanca-Settat (davor zu Grand Casablanca) und bildet die eigentliche Kernstadt Casablanca. Im Jahr 2004 hatte die Provinz 2.949.805 Einwohner.

## Orte
| Gemeinde               | Fläche km² | Einwohner (2. September 1994) | Einwohner (2. September 2004) |
| ---------------------- | ---------- | ----------------------------- | ----------------------------- |
| Casablanca             | 324        | 2.696.227                     | 2.946.440                     |
| Mechouar de Casablanca | …          | 3.939                         | 3.365                         |